# Andrzej Żydek
Andrzej Jacek Żydek (ur. 1957) – polski samorządowiec, od 1990 do 2002 prezydent Piekar Śląskich.

## Życiorys
Zdobył wykształcenie wyższe, pracował w chorzowskich Zakładach Azotowych. Od 1990 przez trzy kolejne kadencje kierował Piekarami Śląskimi. W wyborach bezpośrednich z 2002 poparł go Komitet Wyborczy Wyborców Koalicja Obywatelska – Wspólnota Samorządowa, jednak nie obronił mandatu prezydenta. W pierwszej turze otrzymał 31,66% głosów, w drugiej przegrał ze Stanisławem Korfantym po uzyskaniu poparcia rzędu 39,68%. Dostał się natomiast do rady miejskiej, gdzie zasiadł na czele komisji prawa i porządku publicznego. Po 2002 kierował rejonowym urzędem pracy w Tarnowskich Górach, w 2005 powołany na szefa Zakładu Budynków Miejskich w Bytomiu. W 2006 bezskutecznie kandydował do sejmiku województwa śląskiego z 4. miejsca listy Prawa i Sprawiedliwości, otrzymując 4156 głosów. Następnie był dyrektorem w firmie PKP Energetyka S.A. w Katowicach. Był także Przewodniczącym Komitetu Założycielskiego obecnego Śląskiego Związku Gmin i Powiatów. W 2013 został wiceprezesem Spółdzielni Mieszkaniowej w Piekarach Śląskich. Obecnie (2020) jest prezesem zarządu tejże spółdzielni.